# Liste des présidents et vice-présidents de l'Assemblée législative de 1791 à 1792
Liste des présidents et vice-présidents de l'Assemblée Nationale Législative Française de 1791 à 1792
Pour un article plus général, voir Assemblée nationale législative (Révolution française).

## 1791
| Portrait | Président                                                 | Début            | Fin |
| -------- | --------------------------------------------------------- | ---------------- | --- |
|          | Batault, doyen d'âge                                      | 1er octobre 1791 |     |
|          | Pastoret, président définitif et Ducastel, vice-président | 3 octobre 1791   |     |
|          | Ducastel, président et Vergniaud, vice-président          | 17 octobre 1791  |     |
|          | Vergniaud, président                                      | 30 octobre 1791  |     |
|          | Viénot-Vaublanc, vice-président                           | 3 novembre 1791  |     |
|          | Viénot-Vaublanc, président                                | 15 novembre 1791 |     |
|          | Lacépède, vice-président                                  | 17 novembre 1791 |     |
|          | Lacépède, président                                       | 28 novembre 1791 |     |
|          | Lemontey, vice-président                                  | 30 novembre 1791 |     |
|          | Lemontey, président                                       | 10 décembre 1791 |     |
|          | François (de Neufchâteau), vice-président                 | 20 décembre 1791 |     |
|          | François (de Neufchâteau), président                      | 26 décembre 1791 |     |
|          | Daverhoult, vice-président                                | 28 décembre 1791 |     |

## 1792
- 8 janvier : Jean Antoine d'Averhoult, président
- 10 janvier : Guadet, vice-président
- 22 janvier : Guadet, président
- 25 janvier : Condorcet, vice-président
- 5 février : Condorcet, président
- 8 février : Dumas, vice-président
- 19 février : Dumas, président
- 21 février : Guyton-Morveau, vice-président
- 4 mars : Guyton-Morveau, président
- 11 mars : Gensonné, vice-président
- 18 mars : Gensonné, président
- 21 mars : Dorizy, vice-président
- 2 avril : Dorizy, président
- 5 avril : Bigot de Préameneu, vice-président
- 15 avril : Bigot de Préameneu, président
- 18 avril : Lacuée, vice-président
- 29 avril : Lacuée, président
- 2 mai : Muraire, vice-président
- 13 mai : Muraire, président
- 16 mai : Tardiveau, vice-président
- 27 mai : Tardiveau, président
- 29 mai : François (de Nantes), vice-président
- 10 juin : François (de Nantes), président
- 13 juin : Girardin, vice-président
- 24 juin : Girardin, président
- 27 juin : Aubert-Dubayet, vice-président
- 8 juillet : Aubert-Dubayet, président
- 10 juillet : Delacroix, vice-président
- 23 juillet : Laffon-Ladebat, président
- 26 juillet : Merlet, vice-président
- 7 août : Merlet, président
- 11 août : Delacroix, vice-président
- 20 août : Delacroix, président
- 20 août : Hérault de Séchelles, vice-président
- 2 septembre : Hérault de Séchelles, président
- 5 septembre : Cambon, vice-président
- 16 septembre : Cambon, président
- 17 septembre : Thuriot, vice-président